# بوبکر دیارا (بازیکن فوتبال، زاده ۱۹۹۴)
بوبکر دیارا (انگلیسی: Boubacar Diarra؛ زادهٔ ۱۸ آوریل ۱۹۹۴) بازیکن فوتبال اهل مالی است.
از باشگاه‌هایی که در آن بازی کرده است می‌توان به باشگاه فوتبال تی‌پی مازمبه اشاره کرد.
وی همچنین در تیم‌های ملی فوتبال زیر ۲۰ سال مالی و مالی بازی کرده است.